# ATC kód V06
ATC kód V06 Nutriční přípravky je hlavní terapeutická skupina anatomické skupiny V. Různé. 

## V06D Jiné přípravky pro výživu

### V06DD Aminokyseliny včetně kombinací s polypeptidy
V06DD Aminokyseliny včetně kombinací s polypeptidy

## V06XX Výživa, dietetika (skupina pro VZP)

### V06XX Potraviny pro zvláštní lékařské účely
Tato podskupina neobsahuje žádná léčiva.